# هری برجیس
هری برجیس (به انگلیسی: Harry Burgess) بازیکن فوتبال زادهٔ ۲۰ اوت ۱۹۰۴ اهل کشور انگلستان که سابقهٔ بازی در تیم ملی فوتبال انگلستان را در کارنامهٔ خود دارد. وی در تاریخ ۲۰ اکتبر ۱۹۳۰ نخستین بازی ملی خود را در مقابل تیم ملی فوتبال ایرلند شمالی انجام داد و با حضور در ۴ بازی ملی، در تاریخ ۱۶ مه ۱۹۳۱ واپسین بازی ملی‌اش را در برابر تیم ملی فوتبال بلژیک برگزار کرد.
این بازیکن توانسته در بازی‌های ملی، ۴ گل به ثمر برساند.